# Eumorphus dilatatus
Eumorphus dilatatus is een keversoort uit de familie zwamkevers (Endomychidae). De wetenschappelijke naam van de soort werd in 1831 gepubliceerd door Josef Anton Maximilian Perty.